# Adam Darski
Adam Nergal Darski (tên khai sinh Adam Michał Darski, sinh ngày 10 tháng 6 năm 1977), thường được gọi với nghệ danh Nergal, là một nhạc sĩ, ca sĩ, nhà báo và người dẫn truyền hình người Ba Lan. Anh nổi tiếng nhất nhờ làm giọng ca chính của ban nhạc Black Metal Behemoth.

## Sự nghiệp
Darski có tên khai sinh là Adam Michał Darski, chào đời tại Gdynia; anh được nuôi lớn theo đại Công giáo và bắt đầu học chơi guitar năm 8 tuổi. Anh đặt nghệ danh của mình là Nergal (tên của một vị thần Babylon) và làm người sáng lập, viết lời, sáng tác chính, giọng ca chính và quản lý của ban nhạc Behemoth – dự án mà anh lập nên khi vẫn còn là thiếu niên. Anh còn chơi lead, rhythm và acoustic guitar. Trong một thời gian ngắn anh sử dụng bí danh là Holocausto, lấy cảm hứng tên thủ lĩnh nhóm Beherit là Nuclear Holocausto. Cuối thập niên 1990 anh làm giọng ca chính và tay guitar của ban nhạc Wolverine chịu ảnh hưởng từ nhóm Danzig, qua đó Negal thể hiện khả năng ca hát dễ nghe hơn. Anh còn được biết đến với những đóng góp cho các ban nhạc sau đây: Hermh, Nile, Damnation, Vader, Sweet Noise, Mastiphal, December's Fire, Mess Age, Corruption, Hangover, Ex Deo và Hefeystos.

## Đời tư
Từ giữa năm 2009 đến đầu năm 2011, anh có mối quan hệ tình cảm công khai rộng rãi trước dư luận với cô ca sĩ nhạc pop đồng hương Dorota Rabczewska (hay còn có nghệ danh là Doda). Ngày 17 tháng 3 năm 2011, News.pl đưa tin rằng cặp đôi đã hủy hôn ước và chia tay.
Năm 2012, Darski đổi tên đệm của mình thành 'Nergal' một cách hợp pháp. Từ năm 2014, Darski là đồng chủ nhân của ba tiệm cắt tóc tại Ba Lan—hai tiệm nằm ở Warszawa và một tiệm nằm ở quê nhà của anh, Gdańsk. Năm 2015 anh mở một hộp đêm tại Sopot và đặt tên là Libation.

## Ấn phẩm
- A. Darski, P. Weltrowski, K. Azarewicz, Spowiedź heretyka. Sacrum Profanum, G+J Gruner+Jahr Poland 2012, ISBN 978-83-7778-197-5

## Nhạc cụ
| Guitar - B.C. Rich Warlock 6 dây - Jackson Kelly 6 dây - Jackson Rhoads 6 dây - Gibson Flying V 6 dây - Gibson Explorer (EMG 81/85 Setup) 6 dây - Ibanez RG 7620 7 dây - Mayones Signum Gothic 6 dây - Flame EXG Custom 7 dây - Dean V 6 dây - ESP LTD EC-1000 6 dây - ESP LTD Ninja-600 Michael Amott Signature 6 dây - ESP STEF-7 7 dây - ESP M-7 Super Long Scale 7 dây - ESP V Custom 6 dây - ESP LTD HEX-7 Nergal Signature 7 dây - ESP V-II - Gretsch White Falcon - ESP LTD PHOENIX-1000 - ESP LTD Nergal-6 - ESP LTD Nergal NS-6 | Mark L Rack - Mark L MIDI Control System F-25 - Mark L Loop & Switch LS-14 - Mark L Power Station Custom - Mark L Mini Line Mixer - Eventide Time Factor - Ibanez TS-808 - Boss Pitch - ISP Decimator Pro Rack G - Dunlop Custom Rack Wah - Mogami Cable - Furman Power - Korg DTR 1 Tuner - Neutrik & Switchcraft | Âm ly - Laboga Mr. Hector - Krank Krankenstein - Hellstone Prodigy - Mesa Dual Rectifier - Bogner Uberschall - Sommatone Signature Outlaw Head Khác - Morley wah pedal - Nologo Behemoth custom picks |

## Danh sách đĩa nhạc

### Me and That Man
- Songs of Love and Death (2017)
- New Man, New Songs, Same Shit: Vol. 1 (2020)

### Khách mời
- Mastiphal – Nocturnal Landscape (1994; trống)
- Hermh – Crying Crown of Trees (1996; bass guitar)
- December's Fire – Vae Victis (1996; hát)
- Damnation – Coronation (1997; bass guitar)
- Hefeystos – Psycho Cafe (1998; hát)
- Hangover – Terrorbeer (2002; hát)[24]
- Vader – Revelations (2002; vocals)[25]
- Mess Age – Self-Convicted (2002; hát)[26]
- Corruption – Orgasmusica (2003; hát)[27]
- Sweet Noise – Revolta (2003; hát)[28]
- Frontside – Teoria Konspiracji (2008; hát)[29]
- The Amenta – n0n (2008; hát)[30]
- Ex Deo – Romulus  (2009; hát)[31]
- Vulgar – The Professional Blasphemy (2010; hát)[32]
- Czesław Śpiewa – Pop (2010; hát)[33]
- Root – Heritage of Satan (2011; háts)[34]
- Voodoo Gods – Shrunken Head[35] (2012; vocals)
- Grzegorz Skawiński – Me & My Guitar (2012; guitar)[36]
- Maciej Maleńczuk – Psychocountry (2012; hát)[37]